# Boeci
|  | No s'ha de confondre amb Boëtius. |

Boeci (llatí: Anicius Manlius Torquatus Severinus Boethius)  (Roma, c. 480 - Pavia, 524 (Gregorià)) fou un filòsof cristià, teòleg i escriptor llatí del segle vi, que tingué una gran repercussió en l'edat mitjana. És venerat com a sant per l'Església catòlica.

## Biografia
Boeci provenia dels Anicis, una família rica i important a la qual pertanyien l'emperador Olibri i molts cònsols, incloent-hi el seu pare, Flavi Manli Boeci. Després d'estudiar retòrica i filosofia (estudis que ampliaria a Atenes), ell mateix fou nomenat cònsol l'any 510, i l'any 522 els seus dos fills també serien nomenats cònsols. Cap a l'any 520 fou nomenat magister officiorum pel rei ostrogot Teodoric el Gran.
Com ell mateix explica en La consolació de la filosofia, aquesta fou una època feliç en la seva vida:
| « | Amb gust tornaré al que és la culminació de la teva glòria. Si el gaudi dels béns terrenals porta amb si una sensació de felicitat, podria la seva memòria quedar destruïda per gran que sigui el mal que ens oprimeix? No fou un dia memorable aquell en què vas veure els teus dos fills sortir de casa entre el seguici dels senadors i l'aclamació de la multitud? | » |

No obstant això, en un breu lapse de temps la seva fortuna va canviar per complet. L'any 520, Boeci i altres senadors van ser enviats a Constantinoble per tal de buscar una solució al conflicte entre l'emperador Justí I, que era cristià ortodox, i Teodoric el Gran, que era arià. Foren sospitosos d'haver conspirat a favor de l'emperador i, per tant, de l'Imperi Romà d'Orient, i declarats traïdors. La veritat sobre el procés no va quedar mai clar. En el conflicte, hi havia implicacions no tan sols polítiques, sinó també teològiques. Les relacions entre Orient i Occident, entre Constantinoble i Roma, eren difícils, i potser Boeci en fou una víctima propiciatòria. Boeci no tenia una clara vocació política, sinó que va entrar-hi més per un sentit del deure inspirant-se més per l'estat dels filòsofs de Plató, que per un desig de fama. En tot cas, el resultat fou que en poc temps se'l va arrestar, condemnar i enviar a l'exili, a Pavia. Mentre estava pres, esperant l'execució, va escriure el que seria la seva obra més coneguda, De consolatio philosophiae (La consolació de la filosofia). Finalment, l'any 525 va ser executat com el seu sogre Simmac.
El culte secular que se li retia a Pavia fou confirmat pel papa Lleó XIII l'any 1883. El dia en què se celebra la seva festivitat és el 23 d'octubre.

## Detalls de la mort
Procopi de Cesarea, a la seva obra De Bello Gothorum, parla de les execucions de Boeci i Símmac.
| « | Apres plusieurs mois de prison , le roy Theodoric croyant l'avoir fait suffisamment languir, envoya enfin executer la sentence de mort qu'il avoit prononcée on fait prononcer par le juge de Pavie. Il montra en cette occasion plus que jamais qu'il étoit retombé dans le genie des barbares au desus du quel il sembloit avoir voulu s'élever depuis qu'il regnoit en Italie : l'on ne vit rien de plus bas ni de plus indigne que l'inhumanité qui parut , dans la maniere dont il le fit mourir , Boece fut mis à une longue torture : on lui serra la téte avec tant de violence que les deux yeux en creverent, l'on finit son supplice à coups de bâton. | » |
| — Després de molts mesos de presó, quan el rei Teodoric va creure que l’havia fet esperar prou, va donar ordre de fer executar la sentència que havia donat o feta donar pel jutge de Pavia. En aquesta ocasió, més que en cap altra, va demostrar que havia recaigut en els costums dels bàrbars, per damunt dels quals havia volgut enlairar-se des que regnava a Itàlia: no hi ha res més baix i indigne que la manera inhumana de la seva mort; Boeci fou torturat llargament, li estrenyeren el cap fins fer-li saltar els dos ulls i finiren el suplici a cops de bastó., | |   |

## Doctrina filosòfica
Boeci fou especialment rellevant per la seva aportació en el problema dels universals, tema especialment tractat en el seu comentari a la Isagogè de Porfiri. Defensà que els éssers no poden existir sense els impredicables, que es corresponen amb les categories d'Aristòtil, un cop rellegides per Porfiri: gènere, espècie… Creu que és difícil determinar si aquestes idees existeixen realment o són fruit de la raó. Argumenta que un cop separats de les coses, aquests conceptes universals només existeixen com a realitats independents si és en el subjecte pensant.
Pel que fa a les realitats, les divideix en:
- Corpòries: homes, animals, plantes…
- Incorpòries. Subdividides al seu torn en:
  - Déu, que és l'exclusió de tota unió amb el corpori.
  - Entitats geomètriques i predicables, que són realitats incorpòries però que no poden existir per elles mateixes sense els cossos, per la qual cosa tan sols som capaços de separar-les mitjançant l'intel·lecte.
  - Ànimes, que són en els cossos però no se'n poden separar.

Boeci va rebre una forta influència d'Aristòtil, que s'observa tant en la seva divisió de les realitats com en la seva doctrina dels impredicables. Pel que fa a la realitat de l'ànima, s'interpreta la seva doctrina com a crítica a Plató des de la lectura més corpòria d'Aristòtil, ja que defensa efectivament l'existència de les ànimes però limitant el món intel·ligible platònic, es tracta de realitats incorpòries però no en un món a part, sinó en el que ens movem. Es dona un fet similar amb els impredicables: admetent com a correcte en general la teoria platònica, presenta una solució més sensible, en un àmbit aristotèlic, i no en un món a part.

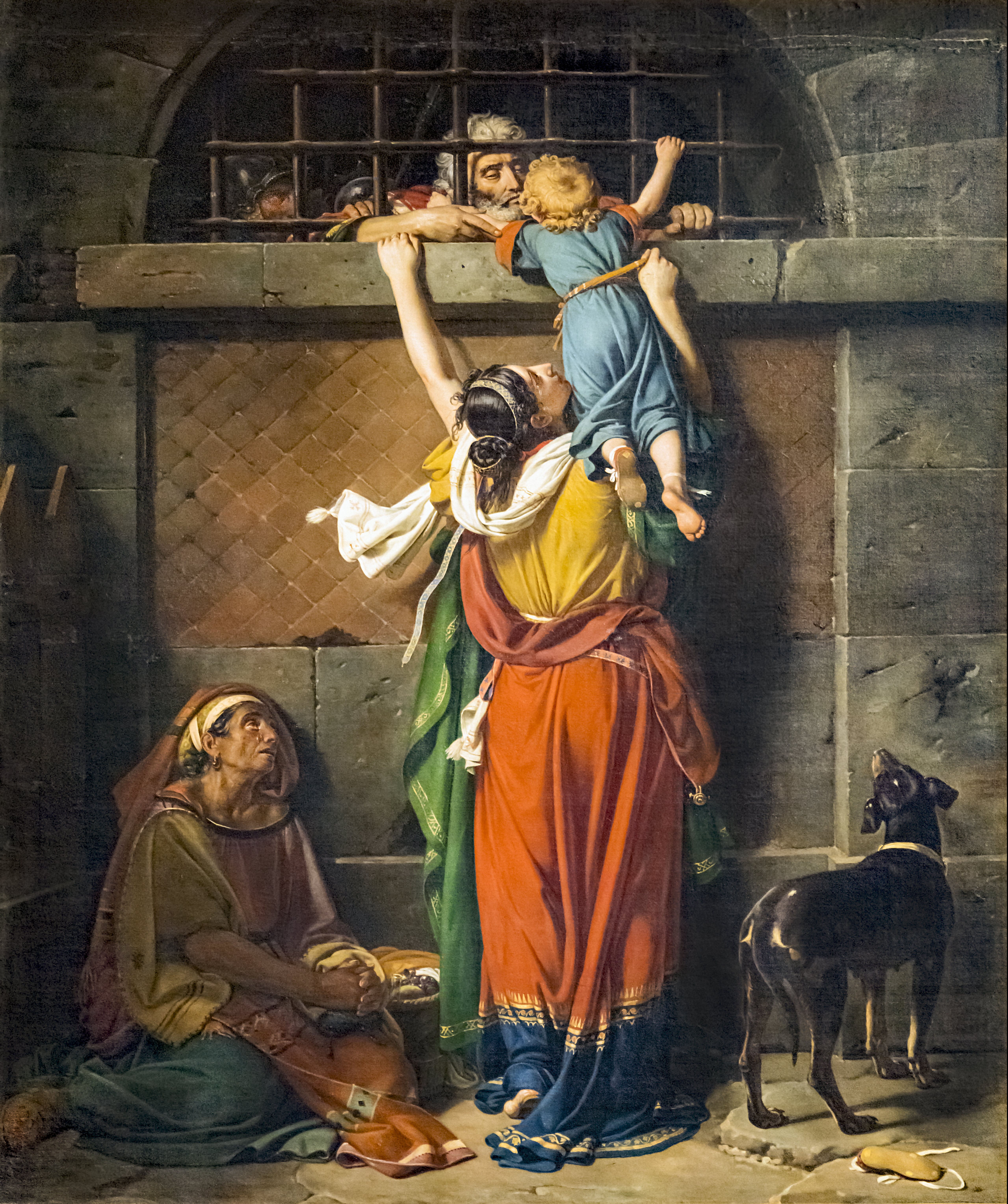
Despedida de Boeci de la seva família, quadre de Jean-Victor Schnetz de 1825, conservat al Museu dels Agustins de Tolosa.

## En la cultura popular
- A la novel·la Una conxorxa d'enzes de John Kennedy Toole, Boeci és el filòsof favorit del personatge principal Ignatius J. Reilly. «La roda de Boeci» és un tema que apareix sovint al llarg del llibre, que va guanyar el Premi Pulitzer d'Obres de Ficció el 1981.[11]

- Peter Glassgold, a la seua obra de 1994 Beothius: The Poems from on the Consolation of Philosophy Translated out of the original Latin into diverse historical Englishings diligently collaged, va traduir els poemes de Boeci sobre el consol de la filosofia directament del llatí original a diversos anglesos històrics.[12]

- C.S. Lewis fa referència a Boeci al capítol 27 de la seua apologia cristiana en forma de novel·la anomenada L'estratègia del dimoni (The Screwtape Letters), de 1942.[13][14]

- Boeci també apareix a la pel·lícula de 2002 24 Hour Party People on és interpretat per Christopher Eccleston. Quan Tony Wilson passa per davant d’ell, Boeci (disfressat de captaire) diu: «La meva creença és que la història és una roda. "La inconstància és la meva mateixa essència" —diu la roda— "Aixeca't sobre els meus radis si vols, però no et queixes quan tornis a baixar a les profunditats. Els bons temps passen, però els dolents també. La mutabilitat és la nostra tragèdia, però també és la nostra esperança. Els pitjors moments, com els millors, sempre estan passant"». Wilson va citar també aquestes línies quan va ser convidat al programa britànic de televisió Wheel of Fortune.

## Galeria d'imatges

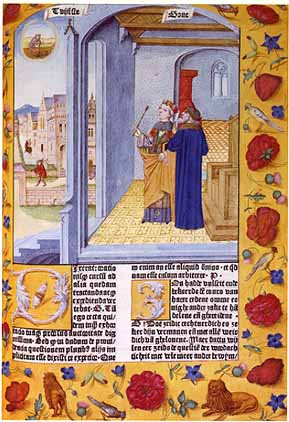
Boeci davant l'aparició de la Filosofia en la seva cel·la, tal com és narrat en La consolació de la filosofia.
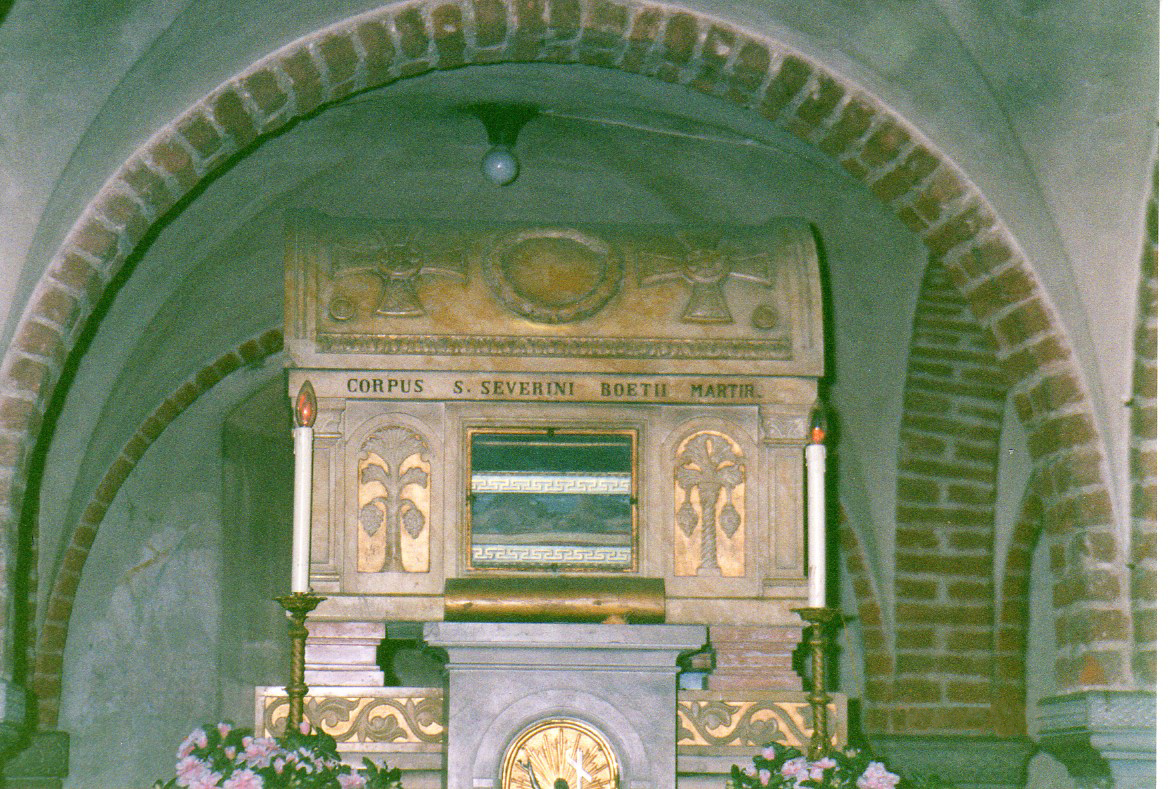
Tomba de Boeci a San Pietro in Ciel d'Oro, a Pavia.